# BMW R 100

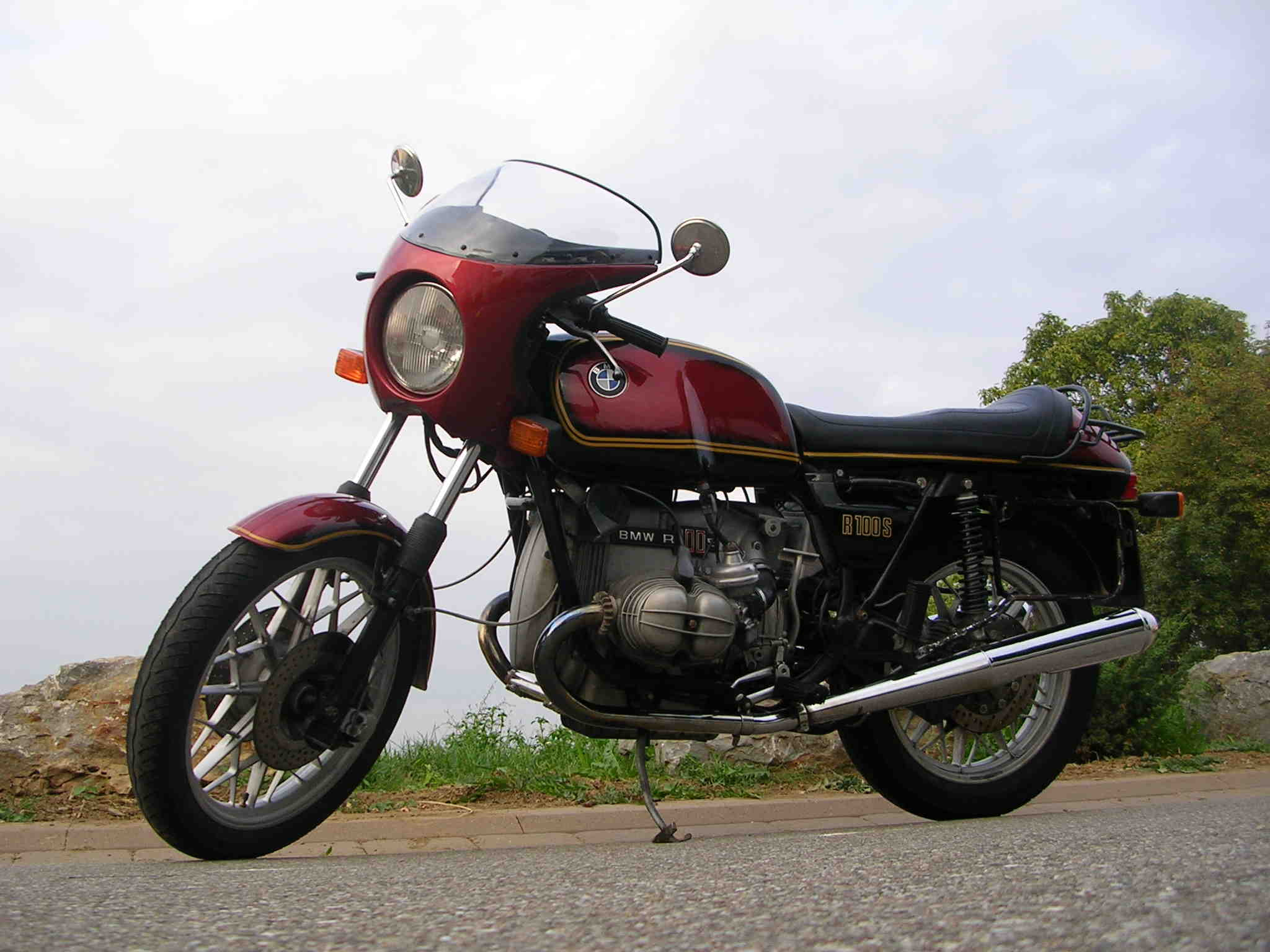
Modell 100 S bzw. CS, hier eine R 100 S mit runden Ventildeckeln der Vorgänger-Serie /6

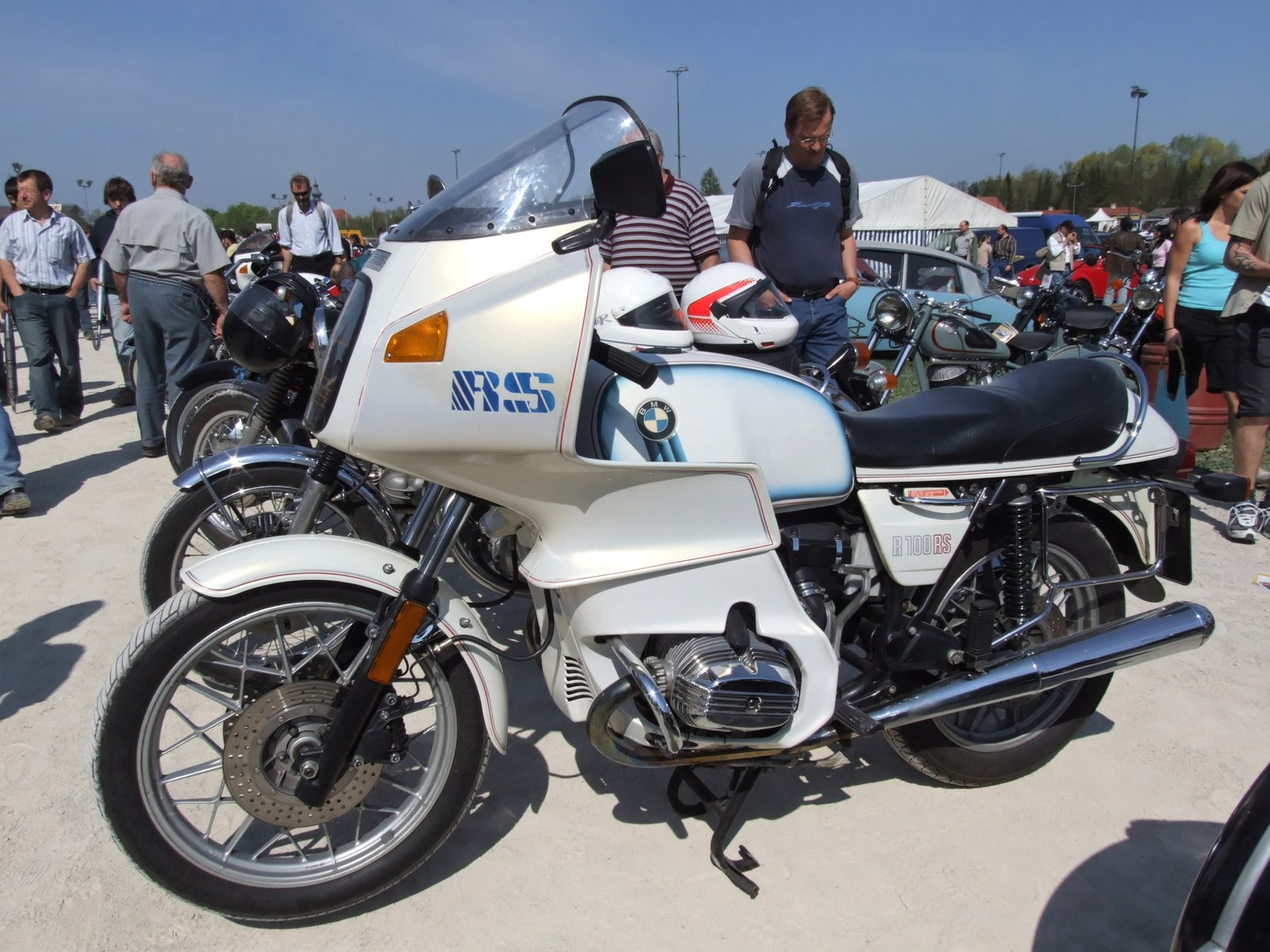
R 100 RS

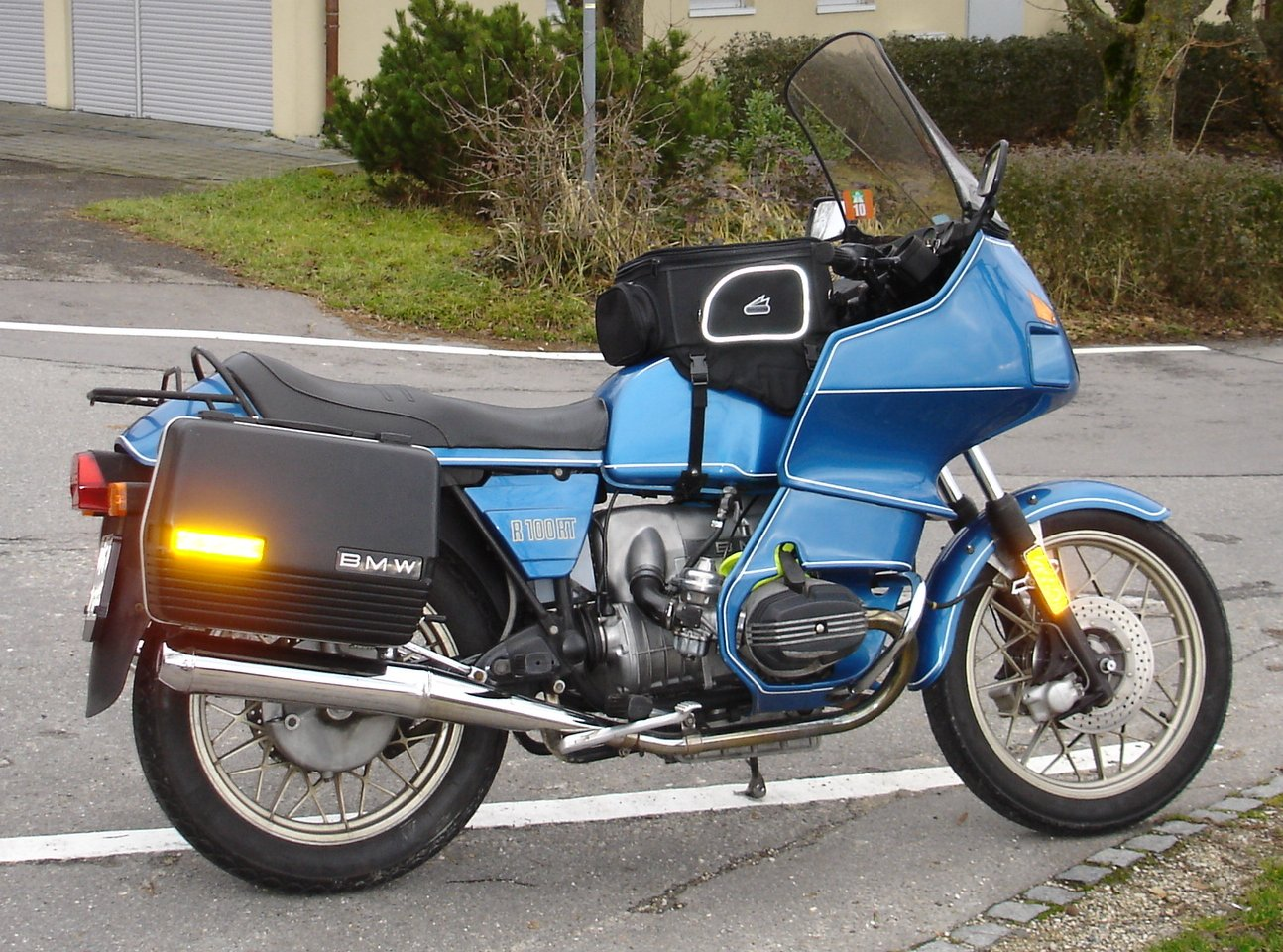
BMW R 100 RT, Baujahr 1979 mit ATE Schwenksattelbremsen vorne

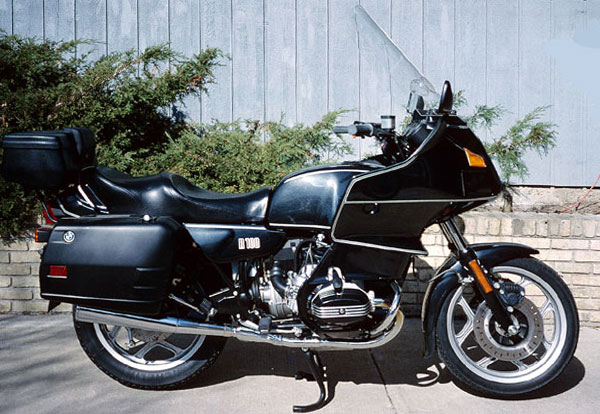
R 100 RT, ab 1986 mit Monolever und Gussrädern

BMW R 100, ohne und mit den Zusätzen T, S, CS, RS, RS Classic, RT, RT Classic, R  und GS ist eine von BMW verwendete Bezeichnung für verschiedene Motorradbaureihen, die alle einen Zweizylinder-Viertakt-Boxermotor mit annähernd 1000 cm³ Hubraum haben. Die Bezeichnung wurde von 1976 bis 1996 für unterschiedliche Modelle gebraucht.
Drei Baureihen werden unterschieden, zunächst 1976 bis 1984 die Baureihe „/7“ (Strich-Sieben) mit Zweiarmschwinge hinten, sodann die Monolever mit Einarmschwinge und als Drittes ab 1988 die Paralever mit hinterem Knickgelenk. Nur in der Erstserie gab es Motoren über 60 PS, mit der R 100 S mit zuerst 65 PS, später auch 70 PS in Verbindung mit der Cockpit-Halbverkleidung wie bei der R 90 S, der RS mit der ersten serienmäßigen Vollverkleidung, die im Windkanal entwickelt wurde, mit der 100 RT mit vergrößerter Tourenverkleidung, mit der CS mit dem erleichterten Schwungrad ab Ende 1980, später den GS-Modellen und der Roadster R 100 R sowie der GS Basic mit reduzierter Ausstattung. Die Tausender nach 1984 haben allesamt 60 PS in der Serie.
Dieser Artikel behandelt auch die anderen Modelle der /7er-Serie mit geringerem Hubraum (R 60/7, R 75/7 und R 80/7).  Vorgänger waren die /6-Modelle.

## Erste (/7) und zweite Serie
Es gab bei Einführung der neuen Serie mit dem Sammelnamen „Strich-Sieben“ die Modellvarianten BMW R 100 RS (51 kW/70 PS), R 100 S (erst 48 kW/65 PS), R 100 (44 kW/60 PS), R 75/7 (37 kW/50 PS) und R 60/7 (30 kW/40 PS). Interne Bezeichnung war Typ 247.
Die R 100 RS war das erste Motorrad mit serienmäßiger rahmenfester Vollverkleidung. Zudem unterschied sich diese Verkleidung deutlich von den bis dahin üblichen, gängigen Verkleidungen verschiedener Anbieter. Das Design stammt wie das der R 90 S von Hans A. Muth. Die 100 RS-Verkleidung wiegt 9,5 kg. Die Maschine erreichte 200 km/h Höchstgeschwindigkeit.
Die R 100 S (später CS für Classic Sport) hat die gleiche lenkerfeste Halbschalenverkleidung wie das Vorgängermodell R 90 S und einen Heckbürzel.
Später kamen in der gleichen Serie drei weitere Maschinen, die R 80/7 als geringfügig hubraumerweiterte Ablösung der R 75/7, dann ein Tourenmodell (R 100 RT), im Wesentlichen baugleich mit der R 100 RS, jedoch mit veränderter oberer Verkleidung und höherer Frontscheibe, und die R 100 CS, eine um 5 PS in der Leistung angehobene S. Die R 100 CS war mit einer Höchstgeschwindigkeit von über 200 km/h eines der schnellsten Serienmotorräder der Welt.

### Bremsen
Die R-100-Modelle erhielten eine Doppelscheibenbremsanlage im Vorderrad. In den Baujahren bis 1980 bekamen sie eine Schwenksattelbremse von ATE mit durch Seilzug betätigtem Hauptbremszylinder unter dem Tank. Ab Modelljahr 1981 erhielten die Modelle andere Gabeltauchrohre mit Brembo-Festsattelbremse. Der Handbremszylinder kam an das rechte Lenkerende. Mit Einführung der Monolever-Modelle im Jahr 1986 wurden die Brembo-Festsattelbremsen vorn an den Gabelrohren montiert. Hinten war es eine Vollnaben-Innenbackentrommelbremse (Simplex). Ab Modell 1978 erhielten die R 100 RS und die RT eine Scheibenbremse mit Festsattel von Brembo am Hinterrad, ab Modelljahr 1986 wieder die Trommelbremse mit Gestängebetätigung.

### Räder
Die damals neuen Spitzenmodelle hatten anfangs wie die Vorgängermodelle Drahtspeichenräder, jedoch schon bald Aluminium-Filigranguss-Räder. Aber diese Räder waren nicht frei von Mängeln. An den ersten Guss-Vorderrädern gab es einzelne Fälle von Speichenbruch, weshalb diese Räder nachträglich an allen ausgelieferten Fahrzeugen gegen eine verstärkte Ausführung getauscht wurden.

### Antrieb
- Längs eingebauter Zweizylinder-Boxermotor mit durch Stoßstangen betätigten hängenden Ventilen.
- Antrieb der untenliegenden Nockenwelle über Steuerkette. Anfangs Duplex-, später Simplex-Rollenkette mit federbelastetem Kettenspanner.
- Einscheibentrockenkupplung über Seilzug betätigt.
- 5-Gang-Getriebe, wahlweise mit zusätzlichem Kickstarter. Kraftübertragung mittels Kardanwelle und Kegelradgetriebe auf das Hinterrad.

### Vergaser
Alle Modelle hatten je zwei Vergaser der Nürnberger Firma Bing.
- Bei der R60/7 mit 29,5 kW (40 PS) waren es Schiebervergaser mit 26 mm Öffnung,
- alle anderen Maschinen hatten Gleichdruckvergaser,
  - mit einer Öffnung von 32 mm bei R 75/7, R80/7 und den R 100/7 mit 44 kW (60 PS)
  - mit einer Öffnung von 40 mm bei den 1000ern (R 100 S, T) mit 48 kW (65 PS) und 51,5 kW (70 PS) (RS, RT, CS).[5]

### Fahrwerk
Die Teleskopgabel am Vorderrad hat Standrohre mit einem Durchmesser von 36 mm ohne Faltenbälge.
Hinten bis Modelljahr 1984 Zweiarmschwinge mit zwei Stoßdämpfern, ab Modelljahr 1986 kam die Einarmschwinge, auch Monolever genannt, zum Einsatz.

### Zündung
Bis Modelljahr 1980 wurde eine kontaktgesteuerte Hochspannungs-Kondensatorzündung, anfangs offen, später in einer Blechdose, verbaut.
Ab Modelljahr 1980 übernahm ein Hallsensor die Funktion des Unterbrechers.

## Neustart nach Pause 1986

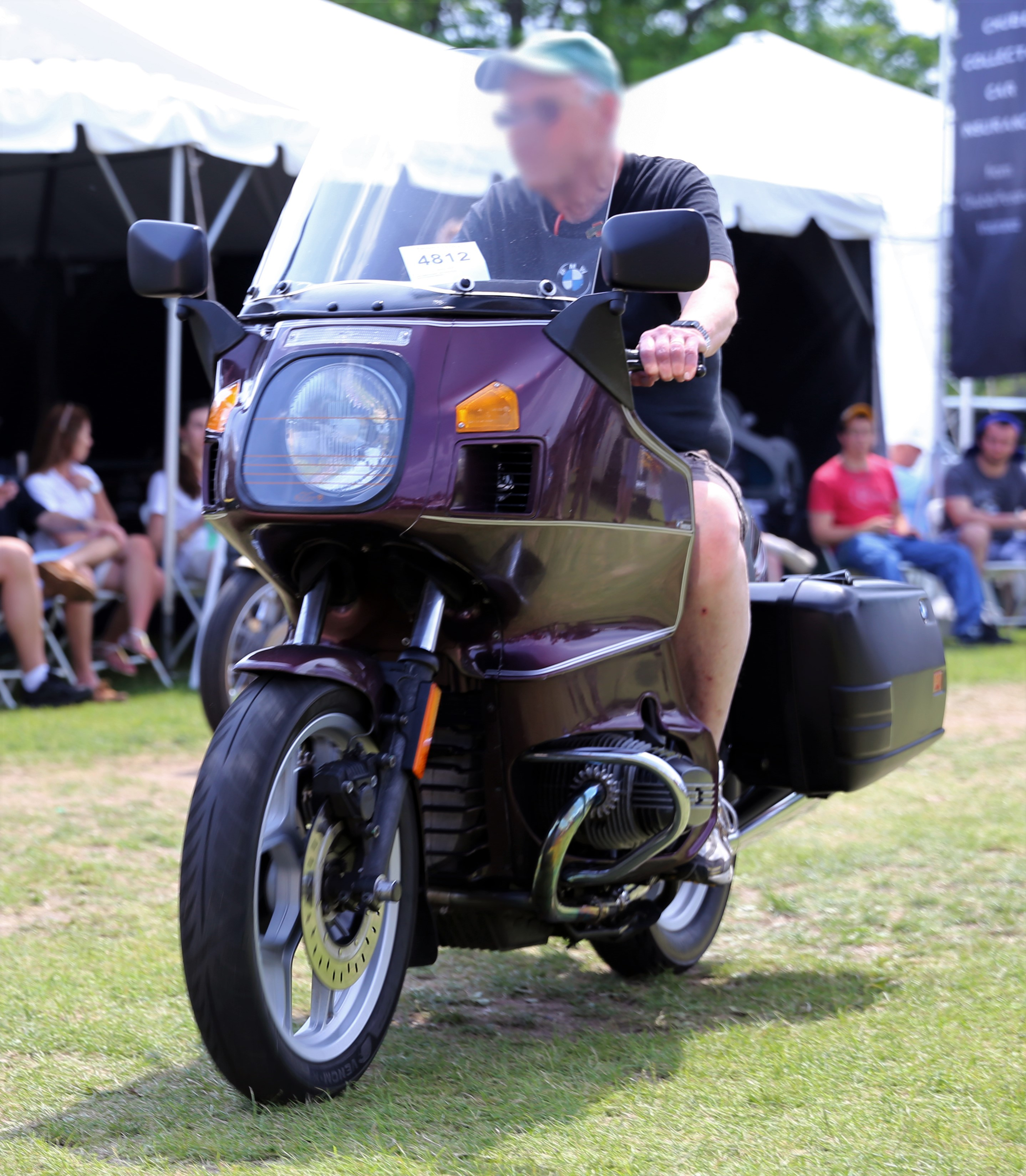
R100 RT, Baujahr 1991

Nach 33.648 gebauten Exemplaren und dem auf 500 Exemplare limitierten Sondermodell „Classic 500“ allein von der R 100 RS wollte BMW Ende 1984 aus Umweltschutz- und Marketinggründen die wassergekühlten K75- und K100-Modelle forcieren und den technischen Vorsprung der japanischen Motorradindustrie aufholen. Dazu wollte man die Produktion der „alten“ Zweiventiler-Boxermodelle aufgeben. Nachdem diese Entscheidung zu Protesten von Kunden und Händlern geführt hatte, lieferte BMW wieder R-100er-Modelle, jedoch mit modifizierten, PS-schwächeren, im Drehmomentverlauf jedoch verbesserten Motoren mit 44 kW (60 PS). Dann kam auch wieder eine 800er Version mit 37 kW (50 PS) hinzu. Parallel wurde 1980 das Enduro-Modell R 80 G/S mit Fahrwerksmodifikation (Einarm-Schwinge hinten) und  einfacherer Ausstattung (ohne Drehzahlmesser) herausgebracht, das im Modelljahr 88 von dem GS-Modell (ohne Schrägstrich) abgelöst wurde. 1981 wurden 2.333 Stück in Westdeutschland verkauft.
Ab 1985 wurden auch die Straßenversionen mit einer Einarmschwinge ausgestattet. Dabei wurden viele kleine Details am Motor verbessert. Ab 1988 wurde der Paralever am Zweiventilmotor eingeführt, zuerst in den GS-Modellen R 80 GS und R 100 GS, später auch in den Straßenversionen R 80 R und R 100 R. Der Paralever fängt die Aufstellmomente der Lastreaktionen am Kardan ab und eliminiert so das Aufstellmoment der älteren Modelle. Damit endete auch die Begründung für den Spruch von der „Gummikuh“, den der Motorradjournalist Ernst Leverkus, genannt „Klacks“, einst geprägt hatte. 1989 endete die Produktion der R 100 RS, 1992 wurden aus Restbeständen noch 200 Stück montiert, damit wurden 6081 Exemplare hergestellt.

## Technische Daten
| Modell   | Zylinder | Bohrung × Hub (mm) | Hubraum (cm³) | Leistung (PS bei 1/min) | Bauzeit   | Stückzahl |
| -------- | -------- | ------------------ | ------------- | ----------------------- | --------- | --------- |
| R 60/7   | 2        | 73,5 × 70,6        | 599           | 40 / 6400               | 1976–1980 | 11.163    |
| R 75/7   | 2        | 82 × 70,6          | 745           | 50 / 6200               | 1976–1977 | 6.264     |
| R 80/7   | 2        | 84,8 × 70,6        | 797           | 50 / 7250               | 1977–1983 | 17.703    |
| R 100/7  | 2        | 94 × 70,6          | 980           | 60 / 6500               | 1976–1978 | 12.029    |
| R 100 S  | 2        | 94 × 70,6          | 980           | 66 / 6600               | 1976–1978 | 9.657     |
| R 100 RS | 2        | 94 × 70,6          | 980           | 70 / 7250               | 1976–1984 | 33.648    |
| R 100 RS | 2        | 94 × 70,6          | 980           | 60 / 6500               | 1986–1989 | 6.081     |
| R 100 RT | 2        | 94 × 70,6          | 980           | 70 / 7250               | 1978–1984 | 18.015    |
| R 100 RT | 2        | 94 × 70,6          | 980           | 60 / 6500               | 1987–1996 | 9.738     |
| R 100 T  | 2        | 94 × 70,6          | 980           | 66 / 7250               | 1978–1980 | 5.643     |
| R 100    | 2        | 94 × 70,6          | 980           | 66 / 7000               | 1980–1984 | 10.111    |
| R 100 CS | 2        | 94 × 70,6          | 980           | 70 / 7000               | 1980–1984 | 4.038     |

## Trivia
Da weitestenteils die Motoren und Fahrwerke der Zweiventiler-Boxer untereinander kompatibel sind, ist eine gewisse Vorsicht beim Kauf anzuraten. Es ist zu prüfen, ob sich ein Motorrad in originalem Zustand befindet. Oftmals wurden leistungsgeänderte Motoren auf der gesamten Leistungspalette von künstlich gedrosselten 20-PS- und 27-PS-Motoren diverser Hubräume bis hin zu rennsport-überarbeiteten 1000ern mit weit mehr als 59 kW (80 PS) eingebaut. Die extremen Umbauten sind alte /5er- oder /6er-Modelle, die nach einem Rahmenschaden das neueste Paralever-Fahrwerk bekamen und einen Motor von versierten Tunern wie Fallert mit über 85 PS haben. Solche Sportumbauten wurden auch ca. zwei Jahrzehnte lang bei den immer beliebteren internationalen Langstreckenrennen der Serie "Battle of Twins" eingesetzt.